# Trương Trạch Đoan

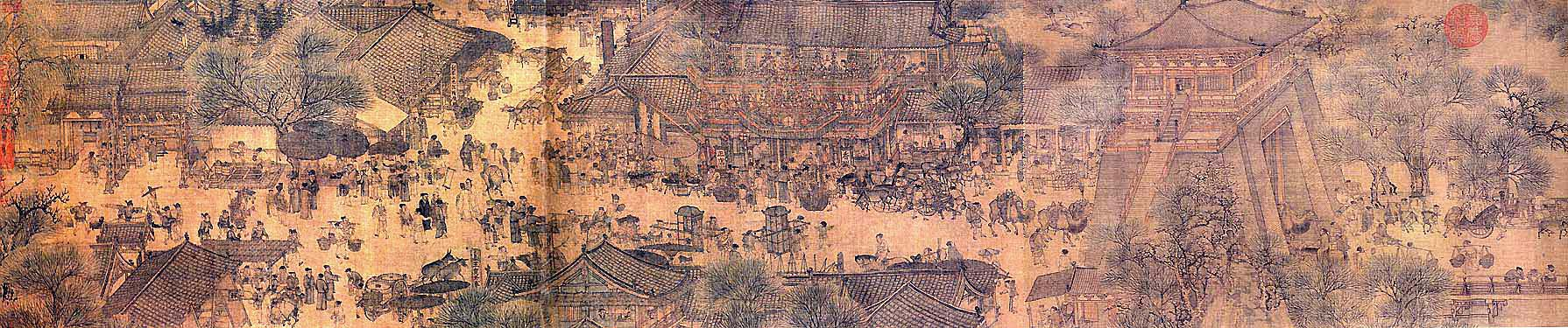
Chi tiết của bản gốc Thanh minh thượng hà đồ của Trương Trạch Đoan, đầu thế kỷ 12

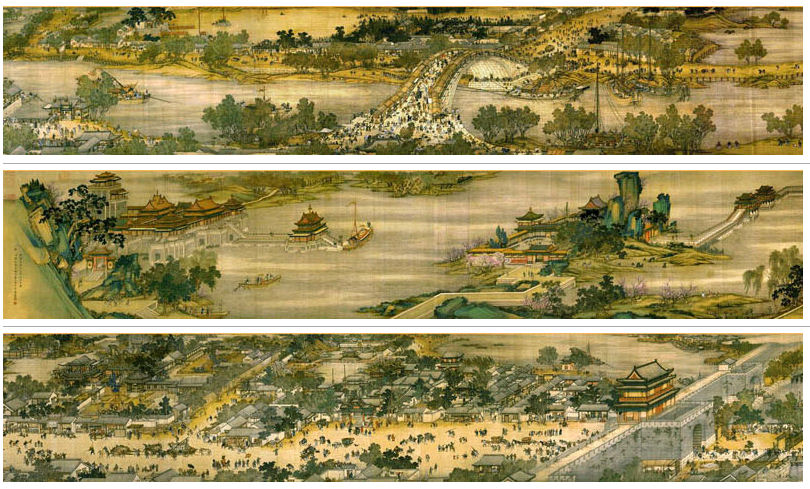
Chi tiết của Thanh minh thượng hà đồ, bản vẽ lại vào thế kỷ 18.

Trương Trạch Đoan (giản thể: 张择端; phồn thể: 張擇端; bính âm: Zhāng Zéduān; Wade–Giles: Chang Tse-tuan) (1085-1145), tự Chính Đạo là một họa sĩ nổi tiếng Trung Quốc vào thế kỷ 12 trong thời chuyển tiếp Bắc Tống sang Nam Tống.

## Tiểu sử
Ông sinh ra ở Đông Vũ (nay thuộc huyện Chư Thành, Sơn Đông).  Có bằng chứng cho thấy ông là một họa sĩ triều đình triều Bắc Tống. Ông nổi tiếng với bức  Thanh minh thượng hà đồ.